# 吉田響
吉田 響（よしだ ひびき、2002年8月20日 - ）は、日本の陸上競技選手。静岡県御殿場市出身。東海大学体育学部中退、創価大学経済学部卒業。サンベルクス陸上競技部所属（プロ契約）。

## 経歴
御殿場市立朝日小学校、御殿場市立原里中学校、東海大学付属静岡翔洋高等学校出身。

### 大学時代

#### 大学1年次
東海大学に入学して以降ほとんど試合に出場していなかったが、第98回箱根駅伝では山登りの5区を任される。1年生ながら区間2位の走りでチームの順位を一気に17位から10位に押し上げた。

#### 大学2年次
6月に開催された全日本大学駅伝対校選手権大会関東学生陸上競技連盟推薦校選考会では1組に出場し、組トップの28分59秒50で走り選考会突破に貢献した。10月に行われた第99回箱根駅伝予選会ではチームトップの個人26位で9位通過に貢献したが、本戦ではエントリーから外れた。

#### 大学3年次
4月に東海大学から創価大学に編入した。10月の出雲駅伝では5区を走り、区間記録に迫る17分45秒で走った。これは全選手の中で最も速いタイムだったが、チームの他選手の規則違反により吉田も失格になり記録も参考記録となった。11月の全日本大学駅伝では5区を走り従来の区間記録を29秒更新する35分18秒を記録した。第100回箱根駅伝では2年ぶりに5区を担当。雨が降っていたためニット帽を被って走ったが、帽子が水を吸い込んだことで体が冷えて低体温症に陥り、区間9位と実力を発揮出来なかった。

#### 大学4年次
10月4日に開催された第56回出雲駅伝では2区に出走。10位で襷を受けると9人抜きの快走でチームをトップに押し上げた。また、チームもエースの留学生を欠きながら過去最高の4位に入った。

### 大学卒業後
大学卒業後は、2025年4月1日付でサンベルクスとのスポンサー契約を結び、プロに転向、同社陸上競技部に入部した。

## 戦績・記録

### 大学三大駅伝戦績
| 学年               | 出雲駅伝                   | 全日本大学駅伝              | 箱根駅伝                                     |
| ------------------ | -------------------------- | --------------------------- | -------------------------------------------- |
| 1年生 （2021年度） | 第33回 ー － ー 出走なし   | 第53回 ー － ー 出走なし    | 第98回 5区-区間2位 1時間10分44秒             |
| 2年生 （2022年度） | 第34回 不出場              | 第54回 ー － ー 出走なし    | 第99回 ー － ー 出走なし                     |
| 3年生 （2023年度） | 第35回 5区-参考 17分45秒   | 第55回 5区-区間賞 35分18秒  | 第100回 5区-区間9位 1時間12分38秒            |
| 4年生 （2024年度） | 第36回 2区-区間賞 15分46秒 | 第56回 2区-区間2位 31分05秒 | 第101回 2区-区間2位 1時間05分43秒 区間新記録 |

## 自己ベスト
- 5000m - 13分39秒94（2024年7月17日、ホクレン・ディスタンスチャレンジ深川大会）
- 10000m - 28分12秒01（2024年5月9日、第103回関東学生陸上競技対校選手権大会）
- ハーフマラソン - 1時間01分45秒（2024年6月30日、函館マラソン）